# Alnus nepalensis
L'ontano nepalese (Alnus nepalensis D.Don, 1825) è una pianta appartenente alla famiglia Betulaceae, diffusa negli altipiani subtropicali dell'Himalaya e in Cina. L'albero viene chiamato "Utis" in nepalese. Viene utilizzato nella bonifica dei terreni, come legna da ardere e per la produzione di carbone vegetale. È l'albero di stato dello stato indiano del Nagaland.

## Descrizione

### Radici
Le radici presentano dei noduli con i quali l’albero è in grado di fissare l'azoto.

### Fusto

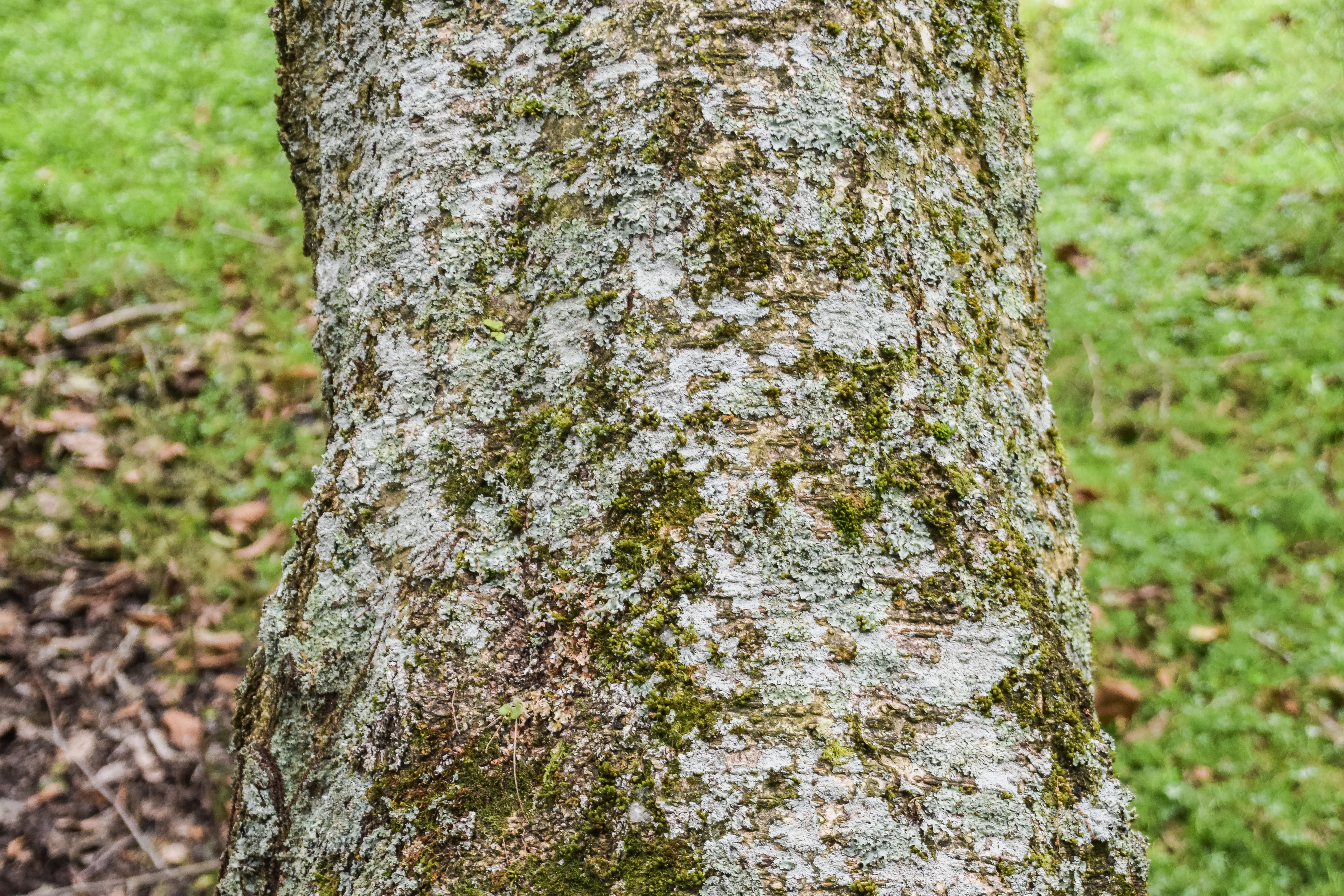
Corteccia dell’ontano nepalese

L'Alnus nepalensis è un grande ontano deciduo con corteccia di colore grigio-argento e può raggiungere i 30 m di altezza e 60 cm di diametro. Il suo legno è moderatamente morbido.

### Foglie

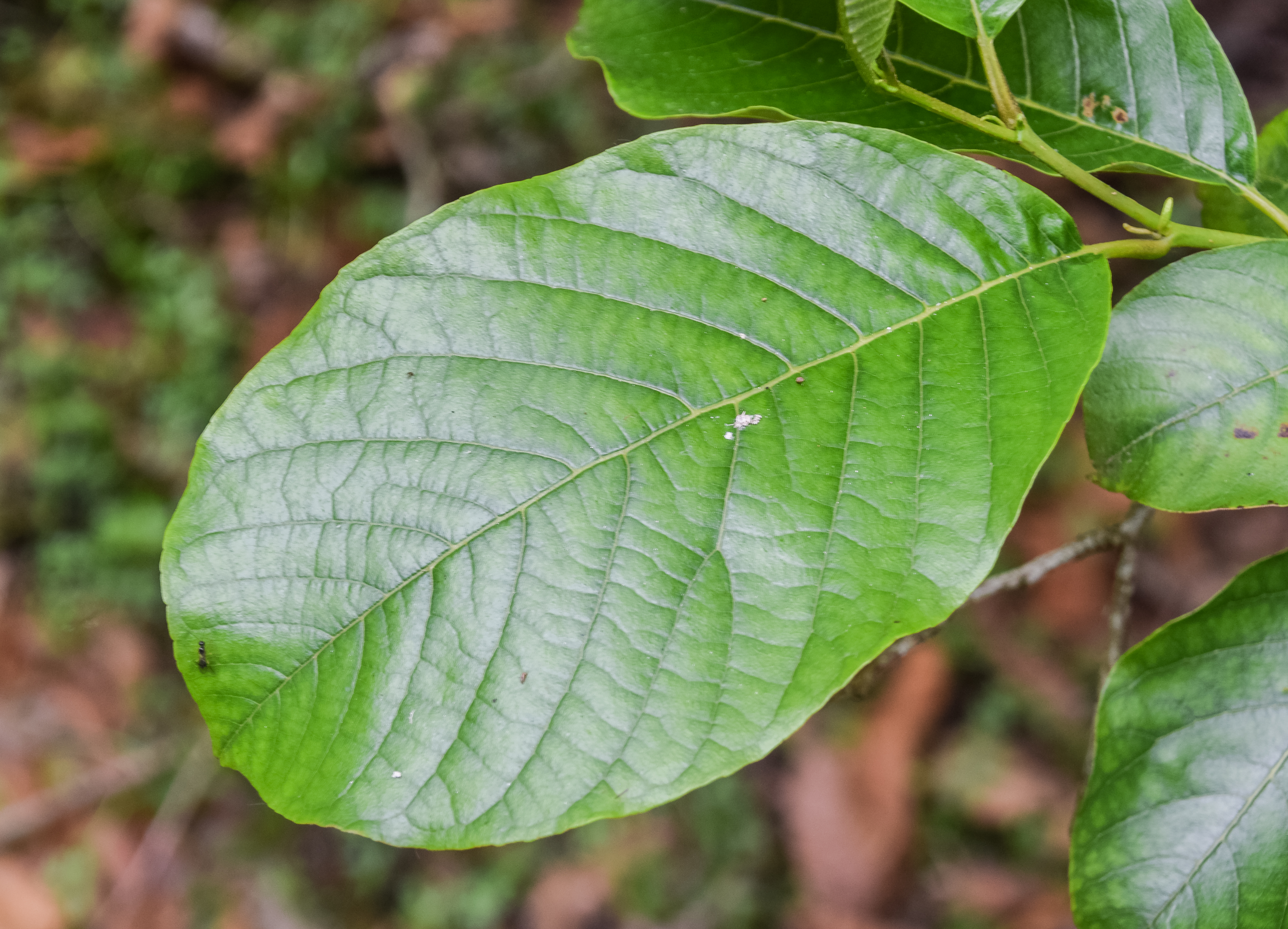
Foglia di ontano nepalese

Le foglie sono alterne, semplici, poco profonde, dentate, con venature prominenti e parallele tra loro, lunghe 7–16 cm e larghe 5–10 cm.

### Infiorescenza
I fiori sono raggruppati fino ad un massimo di otto in racemi.

### Fiore
I fiori sono amenti, con i fiori maschili e femminili separati ma prodotti dallo stesso albero. I fiori maschili sono pendenti e lunghi da 10 a 25 cm, mentre i fiori femminili sono eretti e lunghi da 1 a 2 cm. Insolitamente per un ontano, fioriscono in autunno, con i semi che maturano l'anno successivo.

## Distribuzione e habitat
L'ontano nepalese è distribuito in tutto l'Himalaya a 200-3600 m di altitudine, dal Pakistan attraverso il Nepal e il Bhutan fino allo Yunnan nella Cina sud-occidentale. Cresce meglio su terreni argillosi vulcanici profondi, ma cresce anche su argilla, sabbia e ghiaia. Tollera un'ampia varietà di tipi di suolo e cresce bene in zone molto umide. Ha bisogno di molta umidità nel suolo e preferisce le posizioni lungo i fiumi, ma cresce anche sui pendii.

## Usi
L'albero cresce rapidamente e a volte viene piantato come controllo dell'erosione sui pendii collinari e per il recupero del terreno nella coltivazione a turno. Essendo morbido, viene occasionalmente utilizzato per la fabbricazione di scatole e nella costruzione leggera, ma viene usato principalmente come legna da ardere perché brucia in modo uniforme ma piuttosto rapido, e per la fabbricazione di carbone vegetale. Attualmente, questa specie arborea è preferita da diversi gruppi etnici indigeni come H'mong, Nung e Thu Lao nel distretto di Simacai, nella provincia di Lao Cai nel Vietnam settentrionale, per rinverdire e arricchire la foresta grazie alle conoscenze locali.